# Liburuklik
Liburuklik (liburu с баск. — «книга», klik — звукоподражание, передающее щелчок кнопки компьютерной мыши) — электронная библиотека, содержащая тексты на баскском языке, а также тексты, связанные с басками и Страной Басков. 

## Общая информация
Сайт создан в 2011 году как проект Департамента культуры Страны Басков и при поддержке различных библиотек и организаций. Фонд Liburuklik включает более 11000 документов (2 500 000 оцифрованных страниц). Все изображения, сохранённые в Liburuklik, обрабатываются при помощи технологии оптического распознавания текста OCR и доступны в форматах JPG и PDF.
Индекс цитирования Яндекса — 159, Google PageRank  — 14 500. Согласно рейтингу Alexa Internet, сайт Liburuklik занимает 11 197 место в мире и 125 место в Испании.

## Библиотека
Материалы на Liburuklik структурированы по следующим разделам:
- монографии (несерийные публикации);
- партитуры;
- периодические издания;
- историческая пресса;
- инкунабулы;
- графические материалы;
- звукозаписи.

Самым старым доступным документом являются манускрипт 1458 года на испанском языке.
На сайте доступен поиск по времени создания документа (год, век), автору, названию, теме, а также по предоставившей материал организации.

### Организации, сотрудничающие с Liburuklik
| Организация                                                 | Количество предоставленных документов (данные приведены по состоянию на 2020 год) |
| ----------------------------------------------------------- | --------------------------------------------------------------------------------- |
| Архив баскской музыки «Eresbil»                             | 418                                                                               |
| Библиотека епархиальной семинарии Витории-Гастейс           | 1834                                                                              |
| Библиотека Эйбара имени Хуана Сан-Мартина                   | 85                                                                                |
| Королевское общество друзей Страны Басков                   | 26                                                                                |
| Муниципальная библиотека Гечо                               | 132                                                                               |
| Муниципальная библиотека Ируна имени Карлоса Бланко Агинаги | 200                                                                               |
| Муниципальная библиотека Льодио                             | 109                                                                               |
| Муниципальная библиотека Мускеса                            | 4                                                                                 |
| Муниципальная библиотека Оярсуна имени Мануэля Лекуоны      | 24                                                                                |
| Муниципальная библиотека Сан-Себастьяна                     | 3                                                                                 |
| Муниципальная библиотека Эрмуа                              | 17                                                                                |
| Муниципальный архив Витории-Гастейс имени Пилар Аростеги    | 100                                                                               |
| Парламент Страны Басков                                     | 1241                                                                              |
| Правительство Страны Басков                                 | 346                                                                               |
| Провинциальный совет Алавы                                  | 1292                                                                              |
| Региональная библиотека Бискайи                             | 54                                                                                |
| Святилище Арансасу                                          | 1                                                                                 |
| Святилище Игнатия Лойолы                                    | 755                                                                               |
| Фонд Санчо Мудрого                                          | 1775                                                                              |